# Israel Pinheiro

Israel Pinheiro

Israel Pinheiro da Silva (Caeté, 4 de janeiro de 1896 — Belo Horizonte, 6 de julho de 1973) foi um político brasileiro, autoridade responsável pela construção de Brasília, e o primeiro prefeito do Distrito Federal.
Foi um dos pioneiros da siderurgia no Brasil, e diretor da Companhia Cerâmica João Pinheiro. Apoiou a Revolução de 1930 e o Estado Novo de 1937. Começou na política quando ainda era jovem, elegendo-se vereador de Caeté e agente executivo — o prefeito da época — quando tinha somente 26 anos. Logo depois, o governador Benedito Valadares o convidou para ser secretário de Agricultura, Obras Públicas, Indústria e Viação e depois superintendente da Companhia Vale do Rio Doce, tornando-se o primeiro presidente da companhia após a sua instituição como empresa.

## Escolarização
Filho do ex-governador de Minas Gerais João Pinheiro da Silva e de Helena de Barros Pinheiro, Israel Pinheiro começou com suas primeiras letras com a preceptora francesa Marie Haulzhuns Melle, que lhe ensinou também francês. Ele teve também outra preceptora, a alemã Marie Lippelt. Apesar de seu pai, João Pinheiro da Silva, ter formação positivista, despediu a preceptora por motivos religiosos. 
Com a morte de João Pinheiro, Helena Pinheiro (sua mãe) foi deixada momentaneamente em sérias dificuldades financeiras, pois a cerâmica que era pertencente à família estava em dívidas. A educação dos filhos foi feita com sacrifício, principalmente na área que incluia a escolarização. Israel que estava com 12 anos e estava pronto para cursar o secundário (segunda série), foi chamado para estudar gratuitamente no Colégio Santa Rosa, mas para seus estudos acabou aceitando a ajuda de Luiz de Vasconcelos, que custeou todos os seus estudos, e também, o ensino superior. Assim, matriculou-se como aluno interno no Colégio Preparatório Santo Estanislau, atual Colégio Anchieta. Ele matriculou-se em tal colégio no dia 13 de março de 1901.
Em 1912 passa no exame para a Escola de Minas de Ouro Preto, na qual realiza seus estudos superiores. Em 1920 forma-se em Engenharia de Minas, Metalurgia e Civil e viaja à Europa como prêmio de melhor aluno do curso.

## Casamento
Casou-se em 2 de fevereiro de 1924, Belo Horizonte, com Coracy Uchôa. Coracy era companheira dele nas viagens e encontros políticos, pouco palpitando em seus assuntos particulares e políticos.

## Formação política

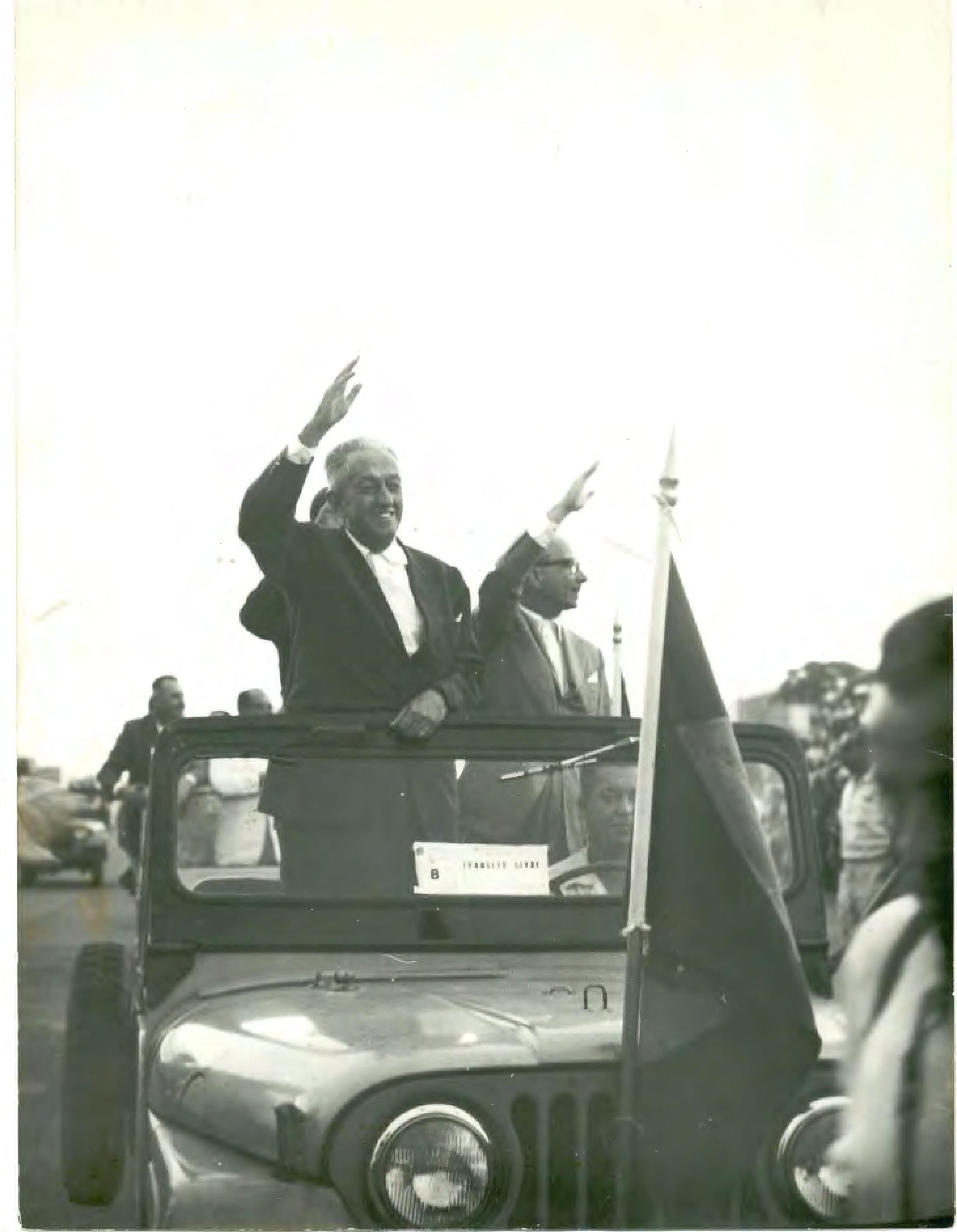
Israel Pinheiro na inauguração de Brasília, em 1960. Ele foi o primeiro prefeito da cidade.

Em 1945, tornou-se deputado constituinte por Minas Gerais, elaborando a Constituição de 1946, mantendo-se na câmara, reelegendo-se em 1950 e 1954. Apoiou Juscelino Kubitschek ao governo de Minas Gerais em 1950, e para presidente em 1955. Tornou-se o presidente da Novacap, a empresa pública que construiu Brasília, tendo sido, após a inauguração oficial em 1960, o primeiro prefeito do Distrito Federal, durante os últimos meses do governo JK.
Em 1965, após o golpe de 1964, candidatou-se ao governo de Minas Gerais, logrando êxito. A sua vitória, junto com a de Negrão de Lima na Guanabara, fez com que o governo militar editasse o AI-2, acabando com o multipartidarismo.
Apesar de ser oposição ao governo, que durante o seu mandato editou o AI-5, manteve razoáveis relações com o governo, completando o mandato. Acabou seu mandato em 1971, falecendo dois anos depois, sendo enterrado na sua terra natal.

## Atuação parlamentar
A trajetória de Israel Pinheiro na Câmara dos Deputados vai da Constituinte de 1946 até a renúncia do mandato, convocado pelo então presidente Juscelino Kubitschek, assumindo a direção da Novacap.
Não sendo um parlamentar de plenário, nem sendo um político voltado para as questões específicas de sua região eleitoral., sua intervenção nos debates se deu através do trabalho nas comissões técnicas, onde tratava das questões do desenvolvimento econômico do país, ao qual procurou dar base estrutural.Basta citarmos um de seus projetos, o da criação do Ministério da Economia, apresentado, com exposição de motivos ao Presidente do Brasil, Dutra, em 1947.
Ingressando na política em 1922, quando foi eleito vereador em Caeté, presidente da Câmara Municipal, e conseqüentemente agente executivo, não podia deixar de ser um homem envolvido com sua época, participando ativamente do debate que se tratava, principalmente depois da Revolução de 1930, entre as correntes agralista e industrialista, que predominavam os debates parlamentares, sem falta.
Herdeiro e seguidor de um dos pensamentos mais férteis da política mineira, o de seu pai João Pinheiro, não se filiou a nenhuma das correntes, adotando um próprio discurso liberal, com tentativa de encontrar uma solução viável para o desenvolvimento econônico, que aliasse as duas posições.
A atuação de Israel na Câmara dos Deputados, entre 1946 e 1956, foi marcada por suas intervenções nos debates sobre problemas econômicos, mas muito mais que nos debates eminentemente políticos que se tratavam em plenário.
Mais voltado para os trabalhos nas comissões, sua presença estava sempre ligada às discussões em temas sobre os problemas econônicos e falhas no sistema de economia do país que marcavam o período, como, por exemplo, a criação da Petrobras, a mudança na capital federal e a aprovação dos planos de desenvolvimento no país.
Iniciando sua carreira parlamentar na Constituinte de 1946, teve papel de destaque quando na discussão do capítulo da Ordem Econômica, ao qual apresentou emendas que iriam delinear seu pensamento, que em relação ao modelo de desenvolvimento, pretendia ver implantando, além de marcar sua posição como presidente da influente Comissão de Finanças.
Quando se iniciou a discussão sobre o anteprojeto constitucional, já se sabia que iria ser aprovado uma Constituição que fosse a imagem do PSD, partido pelo qual fora eleito o marechal Dutra. A tentativa de se elaborar uma constituição mais avançada ficaria por conta dos parlamentares do PCB, da Esquerda Democrática, de uma ala do PTB e de alguns deputados e senadores da UDN.

## Períodos políticos

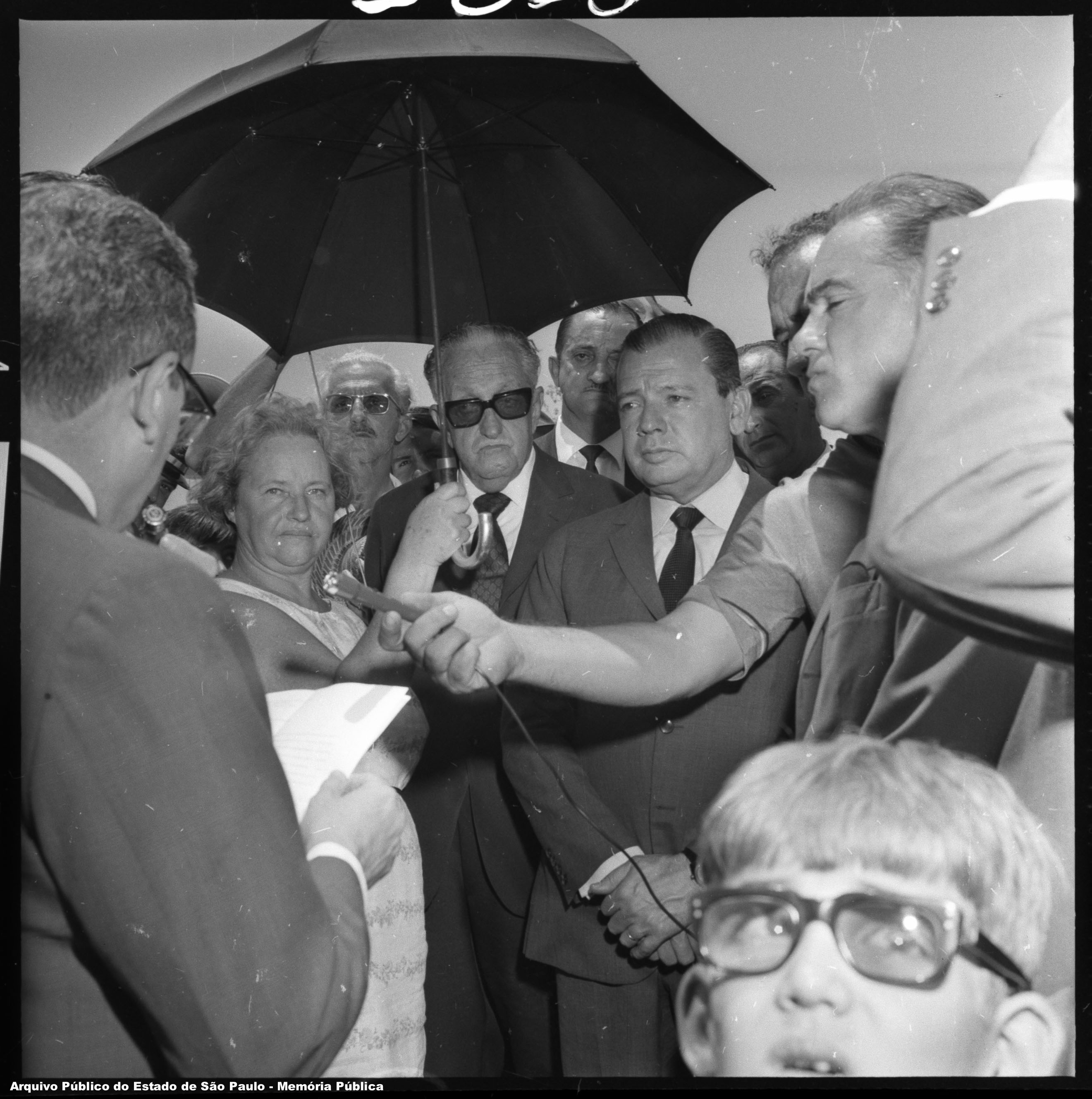
Os governadores de Minas Gerais, Israel Pinheiro (de óculos, ao centro da imagem), e de São Paulo, Abreu Sodré, durante inauguração de nova ligação rodoviária entre seus estados, 1970.
Arquivo Público do Estado de São Paulo.

A vida política de Israel Pinheiro pode ser divida em dois importantes períodos, cada um com sua devida peculiaridade.

### Primeiro período
O início de sua carreira política, quando ainda era jovem, mas já prefeito e vereador de sua terra natal, Caeté (v. parág. introdutório).
No fim dos anos 60 o senador Benedito Valadares relatou em seu governo de ter escolhido Israel Pinheiro para secretário por ser ele filho de João Pinheiro, ajudando-o na interventoria que se instalava. Mais tarde a secretaria foi dividida em duas:
- Agricultura, Indústria, Comércio e Trabalho
- Viação e Obras Públicas

Percebendo a importância da agricultura no processo de desenvolvimento econômico, foi cogitado para o Ministério da Agricultura no governo de Gaspar Dutra. Preterido, ficou frustrado.
No projeto de Juscelino Kubitschek para retornar em 1965, convenceu-o de que a grande a meta seria a agricultura. JK já o encarregara do planejamento do setor, apesar de Israel tê-lo criticado pela inoportunidade do movimento JK-65.

### Segundo período
Secretário de Obras e posteriormente da Agricultura, incorporador e primeiro presidente da Companhia Vale do Rio Doce, foi a fase dinâmica de sua vida. Anos de imensa atividade, predominantemente executiva. A Companhia Vale do Rio Doce era um desafio. Sonhava com o Ruhr brasileiro. Confessou à imprensa que era a mais impressionante batalha de sua vida.

## Tragédia da Gameleira
Israel Pinheiro era o governador de Minas Gerais à época do desabamento do Pavilhão de Exposições da Gameleira, em Belo Horizonte, tido como o maior acidente da história da construção civil brasileira, em fevereiro de 1971. Centenas de operários trabalhavam em ritmo acelerado para concluir a obra, projetada pelo arquiteto Oscar Niemeyer. Israel tinha pressa, segundo testemunho de sobreviventes e jornalistas, pois pretendia entregar a obra antes do término de seu mandato, em 15 de março daquele ano. Ignorando a opinião de operários, que alertaram os engenheiros sobre fissuras e estalos nos alicerces, foi dada a ordem para a retirada das vigas de sustentação. A estrutura desabou. Foram contados 69 homens mortos e mais de 50 mutilados. Há ainda a suspeita de que muitos outros ficaram soterrados e seus corpos nunca foram encontrados.
O governo e a empresa responsável pela obra, Serviços Gerais de Engenharia S/A (Sergen), se eximiram da responsabilidade pela tragédia, que causou grande comoção popular. Israel Pinheiro esteve no local da obra no dia anterior. Apesar de ter criado um órgão especialmente para acompanhar a construção, o Estado não cumpriu o seu papel de fiscalização. O pedido de indenização para vítimas e familiares só foi ajuizado em 1984 e até hoje corre na Justiça.

## Morte
No dia 4 de julho de 1973, durante um almoço no Palácio da Liberdade com o ex-embaixador japonês no Brasil Fumio Miura, Israel passou mal. Foi levado para o Hospital das Clínicas de Belo Horizonte, onde foi assistido por médicos. Depois de fazer exames, permaneceu internado por um dia, em observação médica. Os exames estavam normais, exceto por uma hérnia diafragmática antiga, que parecia estrangulada, projetando uma massa na parte alta do abdômen. A compressão da massa causava vários problemas respiratórios, inclusive angor pectoris.
No dia seguinte, à noite, Israel reclamou com seu médico que a dor estava terrível. No dia 6 de julho de 1973, ele morreu de fulminante angina pectoris.

## "Humanismo"
Israel Pinheiro se considerava um humanista, com pensamento positivo e adotou estes rótulos para construir sua imagem política. Um exemplo desta sua postura está na construção de Brasília. Lúcio Costa não havia incluído em seu projeto urbanístico cidades-satélites.
Os operários que estavam trabalhando na construção da nova capital necessitavam de um local para moradia imediatamente pois, assim que se concluíssem as obras do Plano Piloto, não haveria condições dos operários comprarem casa ou apartamento.
Então, Israel Pinheiro se responsabilizou a construir cidades-satélites, se comprometendo a criar toda a infra-estrutura viária e sanitária, além de toda a estrutura educacional e de saúde, o que era a sua obrigação. No entanto, a administração de Israel Pinheiro priorizou a facilitação da compra de lotes, deixando para segundo plano o planejamento urbano e social.
Hoje, algumas cidades-satélites formam um grande bolsão de pobreza, com forte carência de recursos básicos e altos índices de criminalidade. Em entrevista a um jornal de grande circulação nacional, o arquiteto Oscar Niemeyer lamentou a situação destas cidades: "Os que moram em Brasília moram confortavelmente, em apartamentos bons, com bons serviços. Mas os que moram nas cidades-satélites estão completamente abandonados. É horrível, uma grande favela."

## JK(minissérie)
Israel Pinheiro foi um dos personagens retratados na minissérie JK, escrita por Maria Adelaide Amaral e Alcides Nogueira, exibida pela Rede Globo de janeiro a março de 2006. Na trama, foi interpretado por Paulo Goulart.